# Anagyrus arenaria
Anagyrus arenaria är en stekelart som beskrevs av Prinsloo 1985. Anagyrus arenaria ingår i släktet Anagyrus och familjen sköldlussteklar.
Artens utbredningsområde är Namibia. Inga underarter finns listade i Catalogue of Life.